# پی۷۰-اس۶ کیناز ۱
پی۷۰-اس۶ کیناز ۱ (انگلیسی: P70-S6 Kinase 1) یک آنزیم و نوعی پروتئین کیناز است که در انسان توسط ژن «RPS6KB1» کُدگذاری می‌شود. این مولکول یک پروتئین کیناز اختصاصی سرین/ترئونین است که در مسیر PI-3K، مولکول پائین‌دستی فسفاتیدیل‌اینوزیتول (۳٬۴٬۵) تری‌فسفات و کیناز ۱ وابسته به فسفواینوزیتید و سوبسترای پروتئین اس۶ ریبوزومی است. فسفریلاسیون پروتئین اس۶ موجب تحریک بیوسنتز پروتئین در ریبوزوم می‌شود. پی۷۰-اس۶ کیناز ۱ همچنین مولکولِ هدفِ پائین‌دستی MTOR است.

## اهمیت بالینی
تقویت شدگی نواحی ژنی این پروتئین در برخی از انواع سرطان‌ها همچون سرطان پستان دیده شده‌است.
فقدان یا کمبود این پروتئین سبب کاهش تشکیل چربی می‌شود و شاید بتوان در آینده از این روش در درمان چاقی استفاده کرد.
پی۷۰-اس۶ کیناز ۱ یکی از پروتئین کینازهایی است که در عضله‌سازی و رشد ماهیچه دخالت دارد. تمرین بدنی ساخت پروتئین را از طریق فسفریلاسیون (فعال کردن) پی۷۰-اس۶ کیناز ۱ در مسیری که به mTOR، به ویژه mTORC1 وابسته است، تحریک می‌کند.
این پروتئین با مولکول‌های کوآنزیم A سینتتاز بیوفانکشنال  و مولکولِ هدفِ راپامایسین در پستانداران تعامل پروتئین-پروتئین دارد.